# Штуттгоф (концентрационный лагерь)
Шту́ттгоф (нем. Stutthof) — нацистский концентрационный лагерь. Создан в 1939 году на территории оккупированной нацистской Германией Польши близ села Штуттгоф (ныне село Штутово), к востоку от Данцига (Гданьска). За годы войны в этот лагерь попали около 110 тысяч заключённых, из которых около 65 тысяч погибли. Кроме медицинских экспериментов, известен производством мыла из человеческих тел. В настоящее время является музеем, зарегистрированным в Государственном реестре музеев.

## История
Лагерь, расположенный в 37 километрах от Данцига (сегодняшнего Гданьска), был основан сразу после нападения нацистской Германии на Польшу в качестве тюрьмы для гражданского населения. Два года спустя, 1 октября 1941 года, лагерь получил статус «специального лагеря» и был подчинён гестапо Данцига. С 7 января 1942 года и по конец Второй мировой войны он имел статус «концентрационного лагеря первой степени» (нем. Konzentrationslager der Stufe I).

## Закрытие

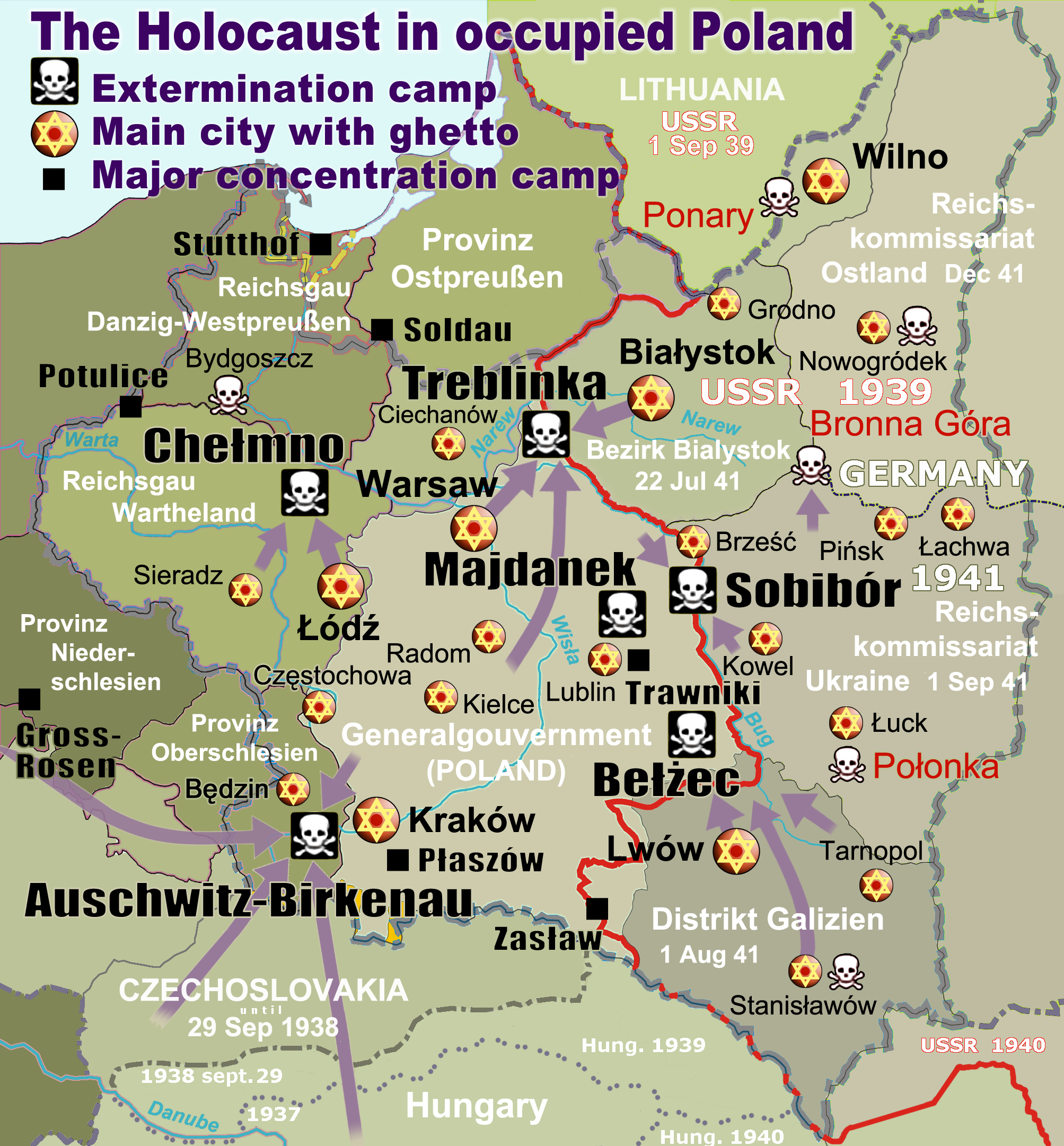
Карта «Холокост на территории Польши»

25 января 1945 года управление лагеря начало эвакуацию заключённых. Около 11 600 человек покинули лагерь и были погнаны на запад, в колоннах по 1000—1500 человек, к каждой из которых было приставлено по 40 надзирателей. Колонны шли десять дней по морозу почти без пропитания на расстоянии около 7 километров друг от друга.
31 января солдаты СС расстреляли около 5 тысяч еврейских заключённых на берегу Балтийского моря близ города Пальмникен (сегодняшний Янтарный).
9 мая 1945 года на территорию концентрационного лагеря Штуттгоф вошли солдаты 48-й армии 3-го Белорусского фронта.

## Процессы над военными преступниками
С 1946 по 1947 год в Польше прошли три судебных процесса над сотрудниками и руководством лагеря. Многие подсудимые получили смертные приговоры.
Комендант лагеря Пауль Вернер Хоппе после войны скрывался под чужим именем. В 1946 году он был арестован, но осенью 1949 бежал из лагеря для интернированных в Швейцарию. В декабре 1952 года он вернулся в Германию, где был арестован в апреле 1953 года. В 1957 году суд Бохума приговорил Хоппе к 9 годам лишения свободы. Также на этом процессе был приговорён к 3 годам и 3 месяцам Карл Отто Кнотт. В 1960 году Хоппе был освобождён и до своей смерти в 1974 году он проживал в Бохуме.
В 1964 году перед судом в Тюбингене предстали трое сотрудников лагеря. Отто Хаупт был приговорён к 12 годам тюрьмы, Бернхард Людтке получил 6 лет, а Карл Отто Кнотт был полностью оправдан.

## В произведениях искусства
- Роман Балиса Сруоги «Лес богов»
- Художественный фильм «Лес богов» (лит. Dievų miškas), по мотивам романа Балиса Сруоги, Литва, 2005 год
- Упоминание в фильме Последнее дело комиссара Берлаха
- «Пальмникенская трагедия» — документальный фильм 2022 года

## Литература

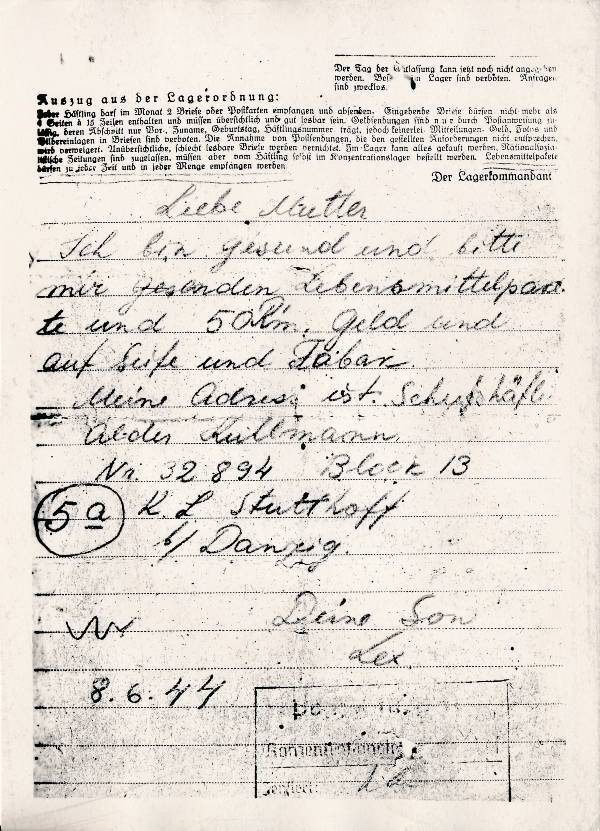
Письмо заключенного лагеря Штуттгоф своей матери. 8 июня 1944 г.